# Lupinus jaimehintoniana
Espèce
Lupinus jaimehintonianus est une espèce de plantes à fleurs dicotylédones de la famille des Fabaceae, sous-famille des Faboideae, originaire du Mexique. Ce sont des arbres pouvant atteindre huit mètres de haut.
Cette espèce est originaire de l'État d'Oaxaca, où elle est connue sous le nom de  « chamis de monte ». On l'a observée en haute montagne dans la  Sierra Madre de Oaxaca, notamment  à 3750 mètres  d'altitude sur le Cerro Quiexobra (le plus haut sommet de l’État) et à 2896 mètres d'altitude sur le Cerro del Aserradero.
C'est la seule espèce arborescente connue du genre Lupinus. Cet arbre peut atteindre de 5 à 8 mètres de haut avec un tronc de 30 cm de diamètre.
Elle est utilisée localement à diverses fins : plante fourragère, bois d'œuvre, plante améliorante apte à enrichir le sol en azote.
On a identifié chez cette espèce cinq alcaloïdes quinolizidiniques : spartéine, 5,6-déhydrolupanine, lupanine, nuttalline et d-thermopsine. La lupanine est l'alcaloïde le plus abondant, présent aussi bien dans les feuilles que dans les graines, qui confère son amertume à la plante.

## Étymologie
L'épithète spécifique, « jaimehintonianus » est un hommage au collecteur de plantes et botaniste mexicain, Jaime Hinton (1915-2006), découvreur de la plante.

## Synonymes
Selon NCBI (6 septembre 2019) :
- Lupinus jaime-hintonianus B.L.Turner (préféré par NCBI)
- Lupinus jaimehintonianus